# Uneasy Listening Vol. 2
Uneasy Listening Vol. 2 je treća kompilacija finskog rock sastava HIMa izdana 20. travnja 2007. pod Sony BMGom. Kompilacija je nastavak prijašnjeg albuma "Uneasy Listening Vol. 1 koja je objavljena u listopadu 2006. Sadržava većinom "teže" pjesme, dok je prvi dio većinom sadržavao laganije pjesme. Pjesme na albumu nisu nikad objavljene ili su se izvodile uživo.

## Popis pjesama
1. "Buried Alive By Love (616 verzija)"* – 4:51
2. "Rendezvous with Anus (El Presidente verzija)" (Turbonegro obrada) – 3:10
3. "Sigillum Diaboli (Studio Live Evil)" – 3:53
4. "I Love You (Prelude to Tragedy) (White House verzija)" – 4:51
5. "The Beginning of the End (Sad Damn verzija)" – 3:53
6. "Again (Hollovlad Tapes)"* – 3:17
7. "Wicked Game (uživo sa Turku)" (Chris Isaak obrada)* – 5:24
8. "Soul on Fire (Erich Zann's Supernatural Remix)" – 3:55
9. "Beautiful (Hollovlad Tapes)"* – 3:32
10. "Endless Dark (616 verzija)"* – 4:10
11. "Hand of Doom (uživo sa Turku)" (Black Sabbath obrada)* – 7:26
12. "Right Here in My Arms (uživo sa Turku)"* – 4:02
13. "Sailin' On (Live in Turku)" (Bad Brains obrada)* – 1:57
14. "Pretending (akustična verzija)" – 8:00

- * prethodno neobjavljene ili uživo izvođene pjesme

## Ljestvice
| Ljestvice (2007.) | Pozicija |
| ----------------- | -------- |
| Austrija          | 71       |
| Finska            | 12       |
| Njemačka          | 38       |
| Švicarska         | 61       |